# Ostrog

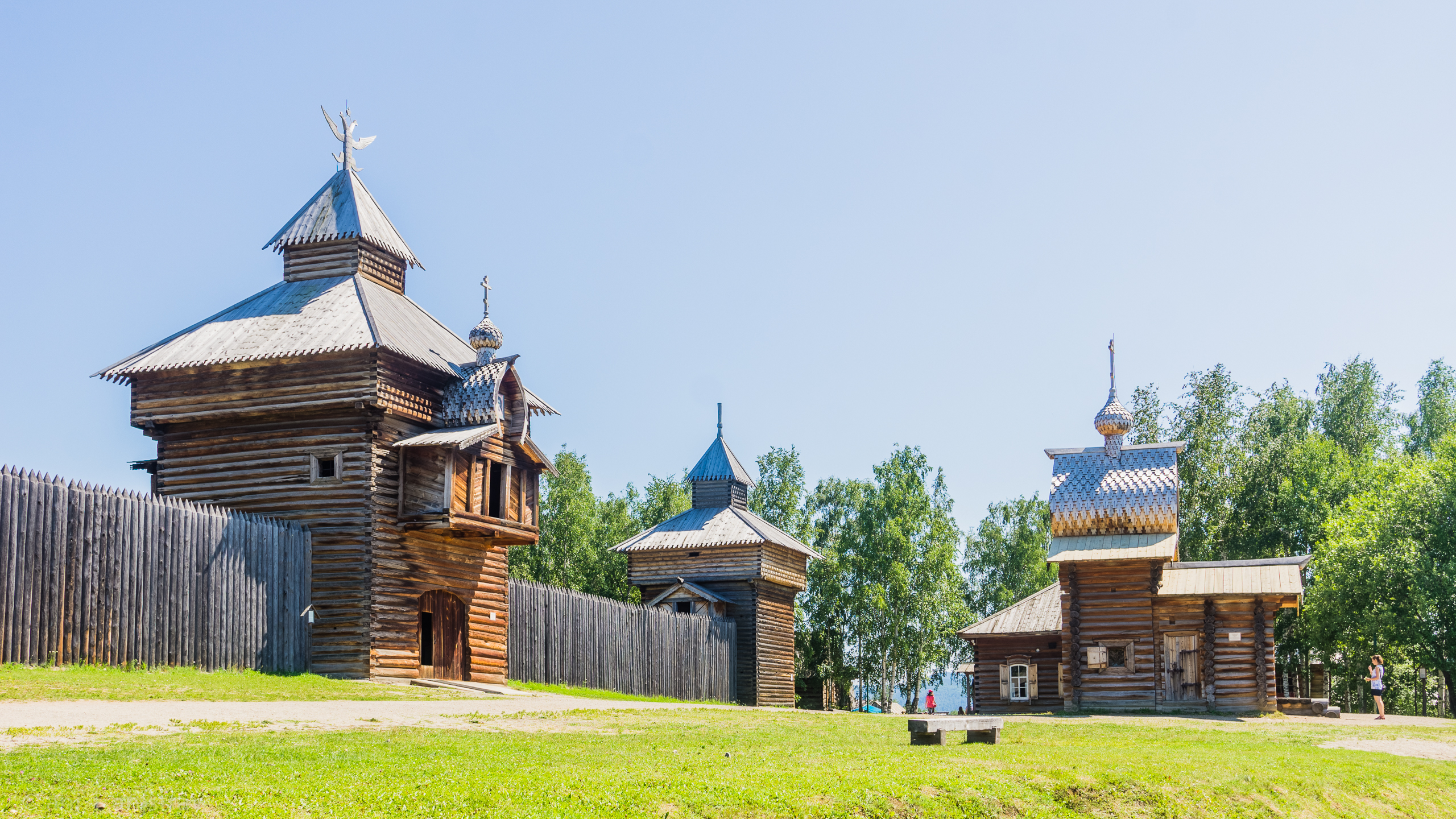
Ostrog (Holzfestung) von Ilimsk (1667), die vor der Stauung der Angara nach Talzy verlegt wurde

Als Ostrog (russisch остро́г, Plural Ostrogi russisch остро́ги) bezeichnet man befestigte, von vier bis sechs Meter hohen Palisadenwänden umgebene Holzfestungen, die in Russland bis zum 17. Jahrhundert errichtet wurden. Etymologisch ist das Wort mit dem Verb strogat (строгать) verbunden, was so viel wie „schnitzen“ bedeutet. Die Wurzeln der Ostrogen liegen im Zeitalter der Kiewer Rus, auch der Name der westukrainischen Stadt Ostroh geht darauf zurück.
Die Ostrogen spielten eine wichtige Rolle bei der russischen Expansion nach Sibirien, wo sie den Eroberern Schutz vor den Angriffen der einheimischen Bevölkerung boten. Viele sibirische Städte sind aus Ostrogen hervorgegangen – unter anderem Tomsk, Jakutsk, Irkutsk und Krasnojarsk.
Im europäischen Teil Russlands wurde mit dem Wort Ostrog häufig eine entsprechend befestigte Vorstadt bezeichnet, die an einen Kreml angrenzte. Die Ostrog-Bauweise bot vergleichsweise wenig Schutz und Langlebigkeit, zeichnete sich aber durch die Schnelligkeit der Errichtung und die Einfachheit der Reparatur aus. Je nach Gefährdungsgrad und Wichtigkeit der zu schützenden Siedlung konnten die Ostrogmauern mit der Zeit durch Mauern in der Blockbauweise (russisch рубленый город) mit Erdfüllung oder durch steinerne Mauern ersetzt werden.
Im 18. und 19. Jahrhundert wurden in Russland auch Gefängnisse, die von einer Mauer umgeben waren, als Ostrog bezeichnet.